# Pontecagnano Faiano
Pontecagnano Faiano – miejscowość i gmina we Włoszech, w regionie Kampania, w prowincji Salerno.
Według danych na rok 2004 gminę zamieszkiwało 22 638 osób, 628,8 os./km².